# Briza maxima
Il sonaglino maggiore (Briza maxima L., 1753) è una pianta appartenente alla famiglia delle Poaceae.

## Descrizione
B. maxima è una pianta annuale che raggiunge altezze da 10 a 60 centimetri. Possiede foglie di colore giallo-verde, piatte e sottili che sono lunghe da 5 a 18 centimetri e larghe da 3 a 8 millimetri e leggermente ruvide ai bordi. La ligula è lunga da 2 a 5 millimetri e le guaine fogliari sono lisce.
Le spighette pendenti, spesso rosse, si trovano sole o fino a gruppi di dodici su steli sottili lunghi da 6 a 20 cm. L'infiorescenza è lunga da 3 a 10 centimetri ed è composta da poche spighette.

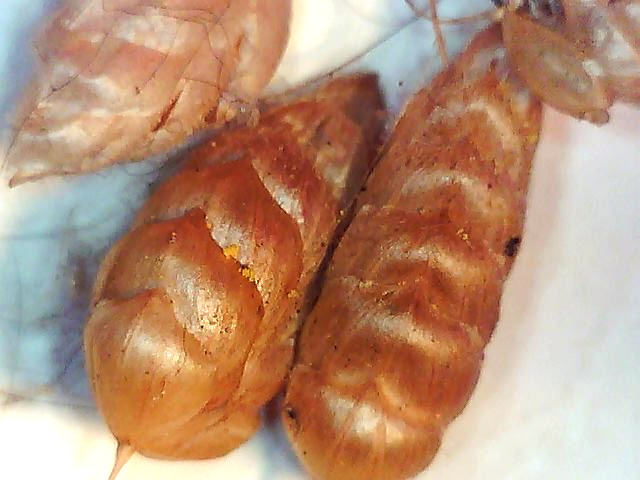
Spighette del sonaglino maggiore

B. maxima fiorisce tra aprile e giugno.

## Distribuzione e habitat
La pianta è originaria e diffusa nella regione mediterranea e nella Macaronesia. È stata introdotta nelle isole britanniche e in Germania. In Inghilterra è naturalizzata su coste asciutte, siti rocciosi e terreni coltivati sulle isole Scilly e sulle isole del Canale. In Germania è molto rara (non naturalizzata) e si trova solo sparsamente nelle zone ruderali .
Nel suo areale naturale il sonaglino maggiore predilige garighe, pascoli, terreni coltivati e bordi stradali.

## Usi
Il sonaglino maggiore viene utilizzato come pianta ornamentale per le sue attraenti infiorescenze, sia come pianta verde che come pianta secca.